# Фелікс Замойський
Фелікс Замойський гербу Єліта (помер до 13 березня 1535 р.) — руський шляхтич, холмський підкоморій з 1529 р., холмський суддя у 1525—1535 рр., холмський ловчий у 1515—1517 рр., бєльський військовий у 1514—1535 рр..

## Біографія
Син Флоріана Замойського та Анни з Коморова. Обіймав посади бельського військового офіцера, холмського ловчого, холмського войського, більського та холмського збирача, холмського судді та холмського камергера. У 1517 році разом зі своїм старшим братом Миколаєм придбав у Яна Немежи-Островського землі, що складалися з сіл Скоківка, Жданів, Калиновиці та половина Пнюва. Він побудував укріплену садибу на острові в селі Скоківка, яка ефективно захищала від татарської навали. У 1542 році тут народився майбутній канцлер Ян Замойський.
Депутат Краківського сейму 1523 р. від Холмщини. Депутат Пйотркувського сейму 1533 р. від Холмщини. Депутат Пйотркувського сейму 1524/1525 рр. та Краківського сейму 1531/1532 рр. від Холмської землі.
Дружина Анна Угровецька народила йому трьох синів. Це були: Миколай Замойський (помер у молодому віці), Флоріан Замойський (Холмський хорунжий з 1582 р.) та Станіслав Замойський.